# Entaspidiotus lounsburyi
Entaspidiotus lounsburyi är en insektsart som först beskrevs av Marlatt 1908.  Entaspidiotus lounsburyi ingår i släktet Entaspidiotus och familjen pansarsköldlöss. Inga underarter finns listade i Catalogue of Life.